# Constante de Gauss
Em matemática, a constante de Gauss, denotada pela letra G, é definida como o inverso da média aritmética-geométrica de 1 e raiz quadrada de dois:
{\displaystyle G={\frac {1}{\mathrm {agm} (1,{\sqrt {2}})}}=0,8346268\dots }
O epónimo dessa constante é o matemático alemão Carl Friedrich Gauss, porque, em 30 de maio de 1799, descobriu que:
{\displaystyle G={\frac {2}{\pi }}\int _{0}^{1}{\frac {dx}{\sqrt {1-x^{4}}}}}
sendo que:
{\displaystyle G={\frac {1}{2\pi }}\mathrm {B} ({\begin{matrix}{\frac {1}{4}}\end{matrix}},{\begin{matrix}{\frac {1}{2}}\end{matrix}})}
donde B denota a função beta de Euler.

## Relações com outras constantes
A Constante de Gauss pode ser expressa usando o valor da função beta em (1/4, 1/2):
{\displaystyle \Gamma ({\begin{matrix}{\frac {1}{4}}\end{matrix}})={\sqrt {2G{\sqrt {2\pi ^{3}}}}}}
ou novamente, graças ao valor da função gama em 1/4:
{\displaystyle G=\Gamma ({\tfrac {1}{4}})^{2}/(2\pi )^{3/2}}
e como π e Γ(1/4) são algebricamente independentes, a Constante de Gauss é transcendental.

### Constantes de Lemniscata
A Constante de Gauss também pode ser usada na definição das Constantes de Lemniscata.
- A primeira constante é:

{\displaystyle L_{1}\;=\;\pi G}
- A segunda constante é:

{\displaystyle L_{2}\,\,=\,\,{\frac {1}{2G}}}
que surgem em problemas de cálculo de comprimento do arco de uma lemniscata.

## Outras fórmulas
A Constante de Gauss também pode ser expressa usando a função teta de Jacobi:
{\displaystyle G=\vartheta _{01}^{2}({\rm {e}}^{-\pi })}.
Uma série rapidamente convergente para a Constante de Gauss é:
{\displaystyle G={\sqrt[{4}]{32}}~{\rm {e}}^{-{\frac {\pi }{3}}}\left(\sum _{n=-\infty }^{\infty }(-1)^{n}{\rm {e}}^{-2n\pi (3n+1)}\right)^{2}}.
A constante também é dada por um produto infinito:
{\displaystyle G=\prod _{m=1}^{\infty }\tanh ^{2}\left({\frac {\pi m}{2}}\right)}.
A Constante de Gauss tem fração contínua [0; 1, 5, 21, 3, 4, 14, …]